# Brodnica-Południe (gromada)
Brodnica-Południe (pocz. Brodnica Południe; do 31 XII 1968 Gorczenica) – dawna gromada, czyli najmniejsza jednostka podziału terytorialnego Polskiej Rzeczypospolitej Ludowej w latach 1954–1972.
Gromady, z gromadzkimi radami narodowymi (GRN) jako organami władzy najniższego stopnia na wsi, funkcjonowały od reformy reorganizującej administrację wiejską przeprowadzonej jesienią 1954 do momentu ich zniesienia z dniem 1 stycznia 1973, tym samym wypierając organizację gminną w latach 1954–1972. Dla gromady ustalono 25 członków gromadzkiej rady narodowej.
Gromadę Brodnica Południe (pisownia bez łącznika) z siedzibą GRN w mieście Brodnicy (nie wchodzącym w jej skład) utworzono 1 stycznia 1969 w powiecie brodnickim w woj. bydgoskim z obszaru zniesionej gromady Gorczenica w tymże powiecie; równocześnie do nowo utworzonej gromady Brodnica Południe włączono sołectwa Szczuka i Szymkowo ze zniesionej gromady Szczuka tamże. Celem dodania przydawki "Południe" było odróżnienie jednostki od gromady Brodnica w tymże powiecie, również z siedzibą w Brodnicy.
1 stycznia 1969 do gromady Brodnica-Południe włączono grunty rolne o powierzchni ogólnej 468,33 ha z miasta Brodnica w tymże powiecie.
1 stycznia 1972 gromadę Brodnica Południe połączono z gromadą Brodnica, tworząc z ich obszarów gromadę Brodnica z siedzibą Gromadzkiej Rady Narodowej w Brodnicy w tymże powiecie (de facto gromadę Brodnica-Południe zniesiono włączając jej obszar do gromady Brodnica).